# 多倫多車路士酒店
多倫多車路士酒店是加拿大最大的酒店，位於安大略省多倫多芝蘭西街33號。該酒店高26層，佔地83.72（274.7英尺），擁有1,590間客房及套房，設有5個地下室及18部升降機。

## 歷史
該酒店於1996年被香港鷹君集團收購。

## 地點
車路士酒店位於多倫多市中心的央街地區，地鐵央街-大學線上書院站與登打士站之間。

## 設施
除了1,590間客房及套房外，車路士酒店還設有數間餐廳、會議廳、會議室、地下停車場、小童玩樂區及兩個室內泳池，其中一個泳池擁有多倫多市中心唯一的室內滑水道。在華頓街（Walton Street）酒店入口可望見上方滑水道一隅。

## 外部連結
- 官方网站